# Smörjkanna

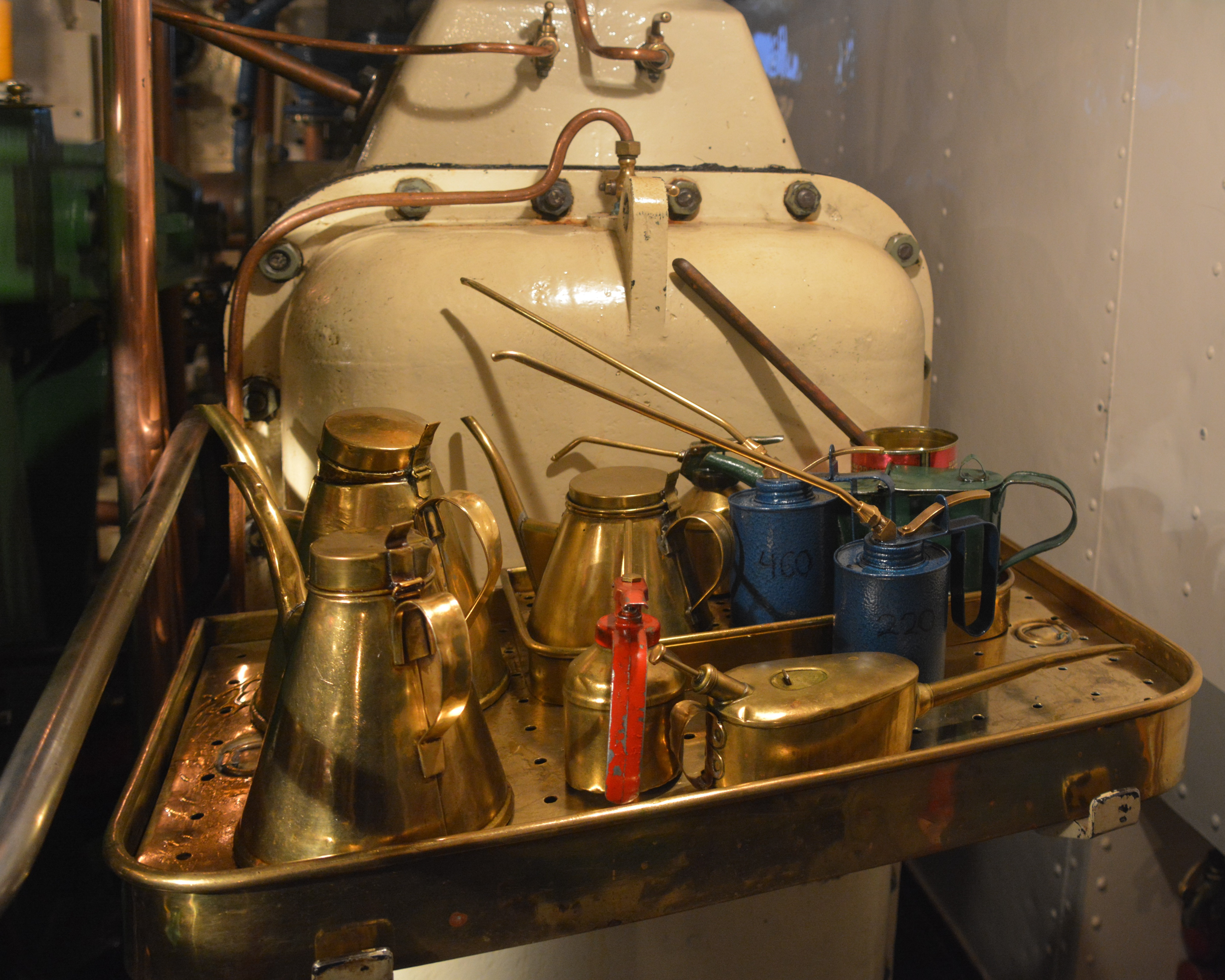
Smjörjkannor för ångmaskinen på S/S Saltsjön

Smörjkanna, också oljekanna, är en förhållandevis liten behållare för smörjolja av företrädesvis plåt av mässing, koppar eller stål, som används för smörjning av lager.
Smörjkannor var vanliga beträffande äldre tiders maskiner som ångmaskiner, symaskiner och skördetröskor, vilka krävde tätt återkommande smörjning utifrån. Denna smörjning kräver att smörjolja kan tillföras droppe för droppe. Smörjkannor är ofta försedda med en lång pip, flexibel eller fast, för svåråtkomliga smörjställen, och har ofta en manuellt manövrerad kolvpump för att kunna hantera oljekannan i olika positioner.

## Oljekanna som ikon

Piktogram för varning för lågt oljetryck

I motorfordon varnas för lågt oljetryck genom en indikator med en symbolisk representation av en oljekanna med en droppe som faller från pipen.

## Bildgalleri

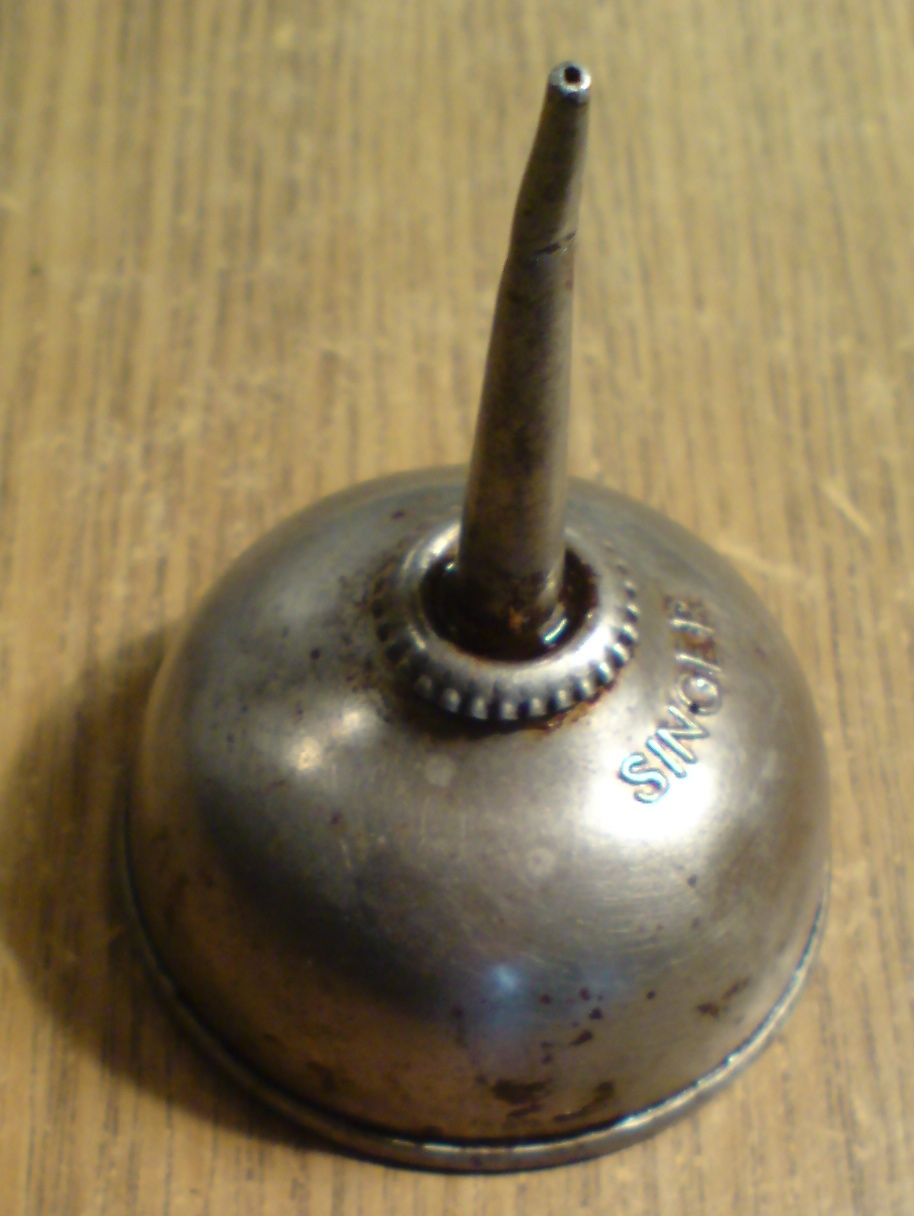
Smörjkanna för symaskiner, med ostyv undersida för att trycka ut olja
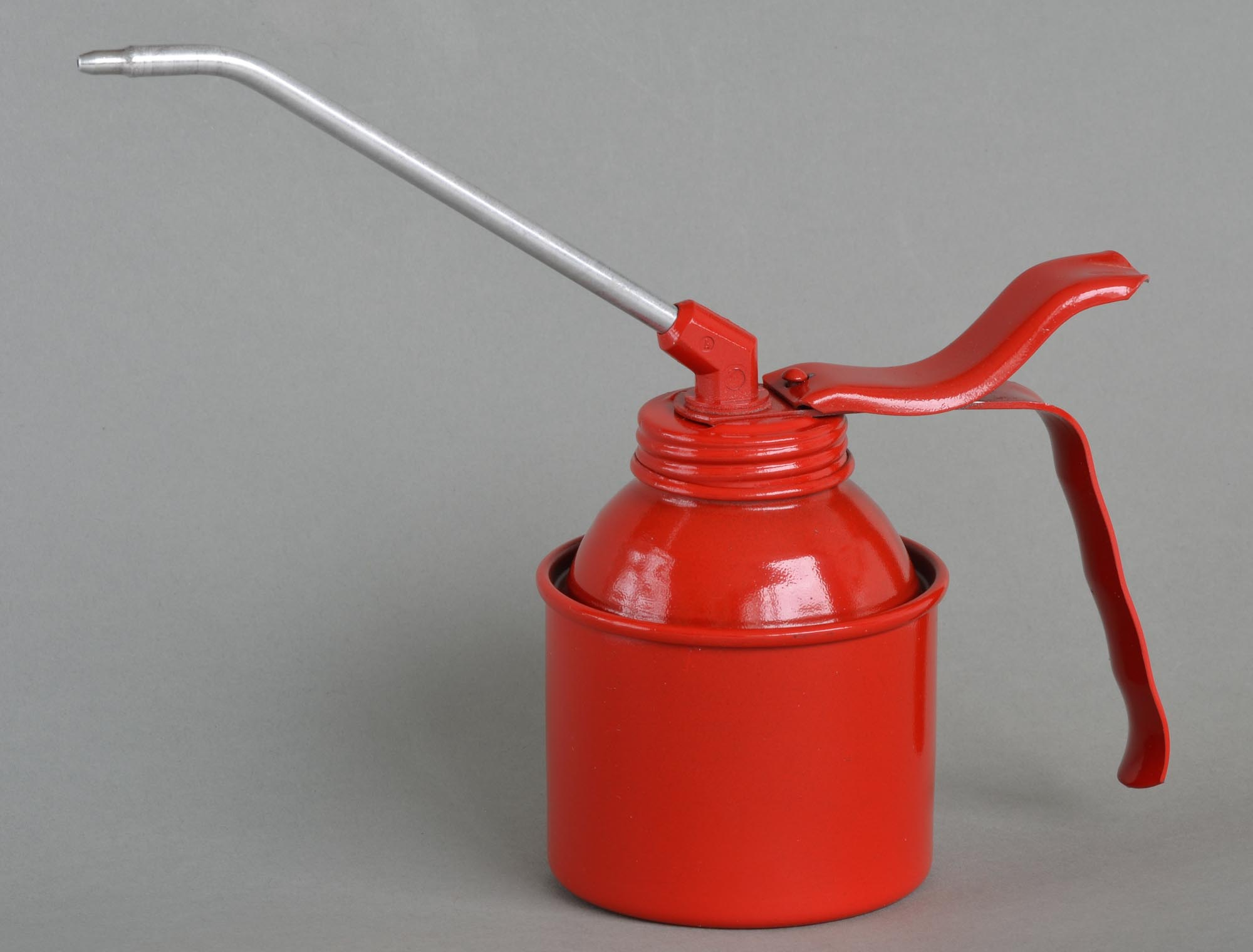
Modern smörjkanna med pump
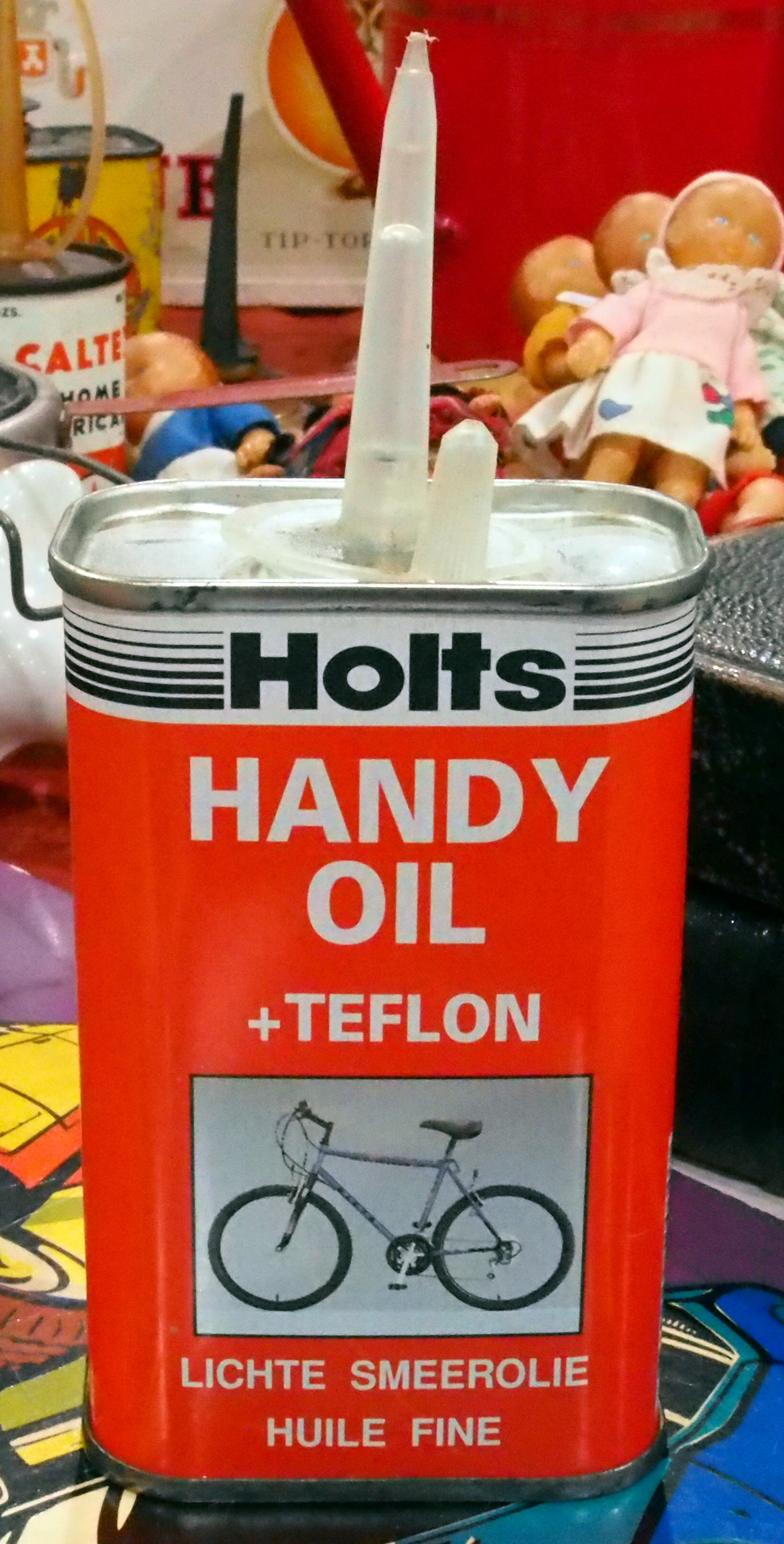
Enkel oljekanna utan pump
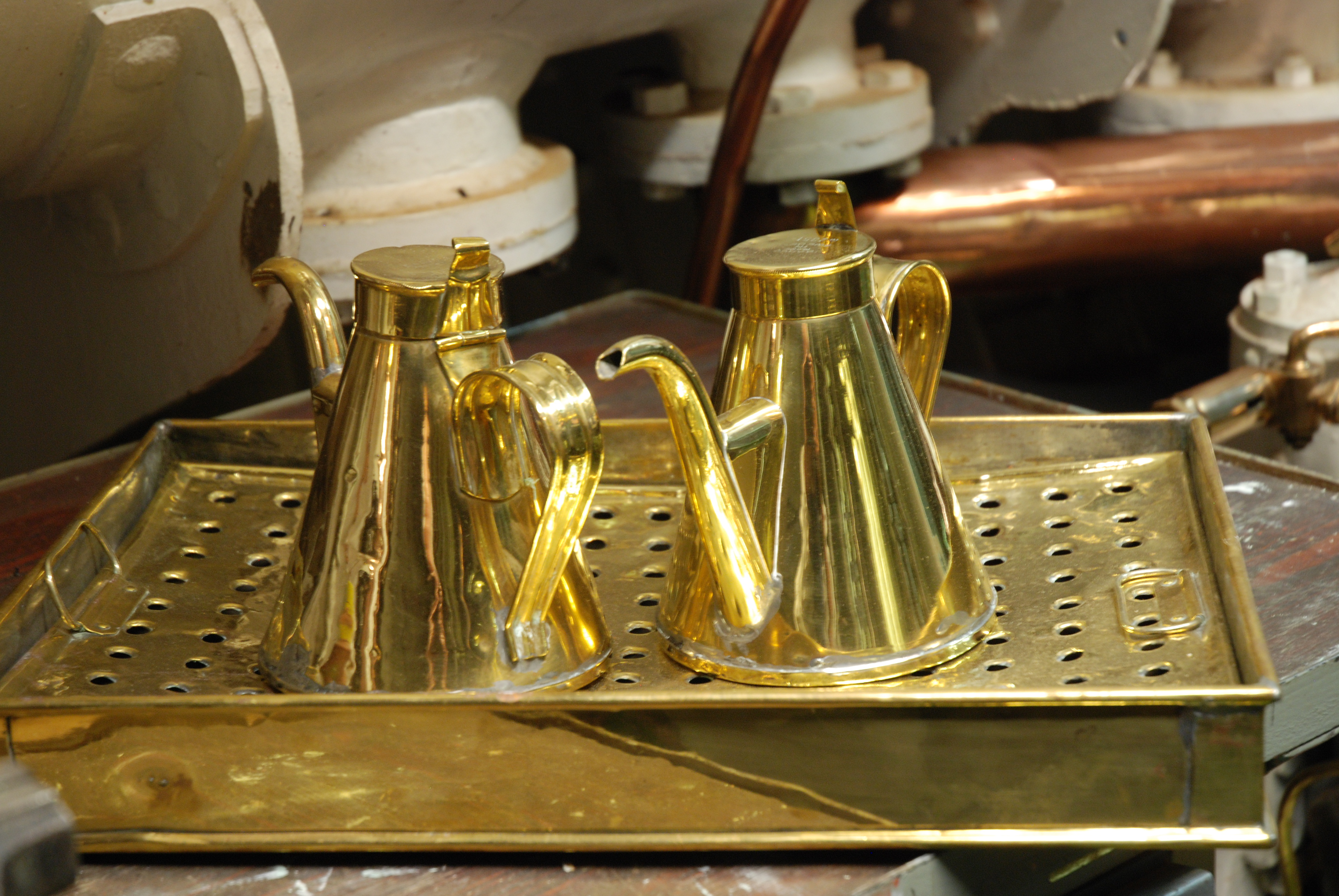
Smörjkannor på S/S Orion